# سلوك تكيفي
السلوك التكيفي (بالإنجليزية: Adaptive behavior) هو نوع من السلوك يُستخدم لتكييف أنواع من العادات والسلوكيات والموقف. وغالبا ما يوصف السلوك التكيفي بأنه نوع من السلوك الذي يسمح للفرد بتغيير عاداته (سلوكياته) غير البناءة أو التخريبية، إلى عادات أكثر فائدة وفاعلية. وغالبا ما تكون هذه العادات عادات اجتماعية أو شخصية. على سبيل المثال، يمكن توجيه العادات (السلوكيات المتكررة) (مثل مداومة استخدام الإنترنت وتضيع الوقت) نحو شيء خلاق أو بناء (كالكتابة في موسوعة). بعبارة أخرى، تكييف السلوك غير المرغوب لإنتاج شيء آخر نافع ومفيد.
في المقابل من السلوك التكيفي، هناك السلوك غير التكيفي، وهو نوع من السلوك الذي غالبا ما يستخدم للحد من قلق الشخص، ولكن النتيجة غير فعالة وغير منتجة. على سبيل المثال، قيام الشخص بتجنب مواقف معينة لأن لديه مخاوف غير واقعية، فهذا التجنب قد يقلل في البداية من القلق، ولكنه غير فعال في تخفيف أو حل المشكلة الفعلية على المدى الطويل. وكثيرا ما يُستخدم السلوك غير التكيفي كمؤشر على الشذوذ السلوكي أو الخلل العقلي، لأن تقييمه خالي نسبيا من الموضوعية. ومع ذلك، فإن العديد من السلوكيات التي تعتبر أخلاقية، يُمكن أن تكون غير تكيفية، مثل المعارضة أو الامتناع عن ممارسة الجنس.
قد يتأثر السلوك التكيفي بآليات في الدماغ مما يؤدي إلى الإدمان. وفيما يتعلق بالإدمان كمرض فإن السلوكيات التكيفية توفر فرصا لعلاج الإدمان.